# Charles William Miller
Charles William Miller (San Paolo, 24 novembre 1874 – San Paolo, 30 giugno 1953) è stato un calciatore, dirigente sportivo e arbitro di calcio brasiliano, di ruolo attaccante. Il suo apporto fu decisivo per la diffusione del calcio in Brasile, tanto che egli è considerato il padre del movimento calcistico di tale paese.

## Biografia
Nacque a San Paolo del Brasile da John Miller, ingegnere scozzese, e Carlota Fox, brasiliana ma di origini britanniche. Per provvedere alla sua istruzione, al compimento dei nove anni di età i genitori decisero di mandarlo in Inghilterra, a Southampton, affinché studiasse alla Banister Court School. Oltre a progredire nella carriera accademica, in Europa Miller conobbe il calcio e il cricket, sport in cui dimostrò grandi doti. Nel 1894 tornò in Brasile e si unì alla formazione di cricket del São Paulo Athletic Club. Data la sua passione per il calcio, contribuì alla creazione della squadra calcistica del SPAC, partecipando anche alla formazione della sezione di rugby XV. Prese parte anche all'organizzazione della Liga Paulista de Futebol, la prima federazione calcistica del Brasile, e alla conseguente inaugurazione del Campionato Paulista. Lavorò inoltre per la São Paulo Railway Company, la locale società ferroviaria, e successivamente ricoprì il ruolo di vice console nel 1904; una volta terminata la carriera agonistica, Miller fu anche arbitro di calcio. Si sposò con Antonieta Rudge nel gennaio del 1906.

## Carriera
Fu presente nel primo incontro di calcio disputato in Brasile, il 15 aprile 1895, e proseguì la sua carriera con il San Paolo Athletic, con cui partecipò alla prima edizione assoluta del campionato Paulista, quella del 1902, che la sua compagine si aggiudicò. Fu inoltre il miglior marcatore di tale torneo, con dodici marcature. La manifestazione fu appannaggio dell'Athletic anche nei due anni seguenti, e fu il Paulistano, nel 1905, a interrompere la striscia di vittorie consecutive. Miller giocò anche come portiere, subendo nove reti nella partita del 1906 contro lo Sport Club Internacional-SP.

## Palmarès

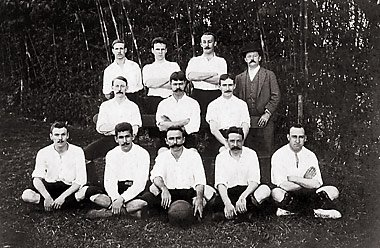
Una formazione del San Paolo Athletic del 1905. Miller è al centro

### Club

#### Competizioni nazionali
- Campionato paulista: 1

San Paolo Athletic: 1902, 1903, 1904

### Individuale
- Capocannoniere del Campionato Paulista: 2

1902 (12 gol), 1904 (9 gol)